# Bolostromus fonsecai
Espèce
Bolostromus fonsecai est une espèce d'araignées mygalomorphes de la famille des Cyrtaucheniidae.

## Distribution
Cette espèce est endémique de la province d'Orellana en Équateur,. Elle se rencontre vers Puzo Nashiño.

## Description
Le mâle holotype mesure 10,08 mm.

## Systématique et taxinomie
Cette espèce a été décrite par Dupérré en 2023.

## Étymologie
Cette espèce est nommée en l'honneur de René M. Fonseca (1976-2004).

## Publication originale
- Dupérré, 2023 : « Review of the American genus Bolostromus Ausserer, 1875 with the description of fourteen new species (Araneae, Cyrtaucheniidae). » Zootaxa, no 5317(1), p. 1-88.